# Héctor Villaverde Afú
Héctor Villaverde Afú, nació el 29 de enero de 1939, en La Habana, Cuba.
Estudió dibujo comercial en La Habana y diseño gráfico en la Academia Superior de Bellas Artes, Varsovia, Polonia. Su actividad profesional la desarrolla como diseñador gráfico en diferentes publicaciones en Cuba.
En 1986 participó como invitado especial en la XII Biennale of Graphic Desing en Brno, Checoslovaquia y en el año 1987 en Lahti VII Poster Biennale, Lahti, Finlandia.

## Exposiciones personales y colectivas
En la década del 60 realiza su primera exposición personal "Poemas murales, La zafra", Ilustraciones de Héctor Villaverde y José M. Villa. La Habana, Cuba. Expone de manera colectiva el año 1965 en la 1.ª Bienal de Artistas Noveles. Centro de Arte Internacional, La Habana, Cuba y en la IV, V y VII, IX, X, XI, XIII y XV Biennale des Arts Graphiques. Brno en The Moravian Gallery, Brno, Checoslovaquia.
Recibió varios premios y distinciones a lo largo de su carrera artística.
- Datos: Q5906479